# 聖学院小学校
聖学院小学校（せいがくいんしょうがっこう）は、学校法人聖学院が設置する私立小学校。男女共学。校長は田村一秋。東京都北区中里3-13-1。

## 沿革
女子聖学院を母体として、1960年（昭和35年）、女子聖学院小学部として創立され、1966年（昭和41年）、法人組織の変更に伴い、聖学院小学校となる。
2015年1月から新校舎が完成し、使用を開始する

## 関連校
- 聖学院大学
- 聖学院中学校・高等学校
- 女子聖学院中学校・高等学校
- 聖学院幼稚園
- 聖学院みどり幼稚園